# Richie Rich (revista em quadrinhos)
Richie Rich (no Brasil, Riquinho) é um personagem de quadrinhos americanos da Harvey Comics. O personagem estreou em Little Dot #1, lançada em setembro de 1953, e foi criado por Alfred Harvey e Warren Kremer. Richie é o único filho de pais fantasticamente ricos e é garoto mais rico do mundo.
Riquinho já teve uma revista em quadrinhos publicada no Brasil pela Rio Gráfica Editora e outra pelo selo Pixel Media da Ediouro.

## Outras mídias
Televisão
Em 1980, foi adaptado para uma série animada, produzido pela Hanna-Barbera que teve quatro temporadas.
- Em 1996, ganhou uma outra série animada de apenas 13 episódios, produzida pela Film Roman.[4]
- Em 2015, o Netflix lançou uma série live-action, estrelada por Jake Brennan.[1]
- Em 2019, Riquinho fez sua primeira aparição como personagem convidado em Harvey Street Kids, uma série animada da Netflix baseada em personagens da Harvey Comics, com a voz de Jack Quaid. Ele é um personagem principal na terceira temporada, que estreou no final daquele ano.

Filmes
Em 1994, estrelou o filme homônimo, estrelado por Macaulay Culkin, em 1998, foi lançado o filme Richie Rich's Christmas Wish, uma sequência diretamente em vídeo, estrelada por David Gallagher.